# Terminator: Survivors
Terminator: Survivors — компьютерная игра в жанре симулятора выживания, анонсированная в июле 2022 года и разрабатываемая студией Nacon. Выпуск в раннем доступе в Steam назначен на 2025 год. Также планируется выпуск игры на PlayStation 5 и Xbox Series X/S.

## Игровой процесс
События в игре разворачиваются после первых двух фильмов, после Судного дня (когда Скайнет попытался уничтожить человечество во время ядерного холокоста) и до сопротивления Джона Коннора. Игровой процесс проходит в открытом мире. Основное время уделяется поискам припасов и ресурсов для улучшения операционной базы, а также отражению атак терминаторов Скайнета и других людей. В игре будет присутствовать одиночный и кооперативный режим до трёх игроков.

## Разработка
Игра основана на движке Unreal Engine 5. Первый трейлер был показан в феврале 2024 года. В июне того же года разработчики оповестили о втором трейлере.
Первоначально планировали выпустить игру в раннем доступе в октябре 2024 года, к 40-летию со дня выхода первого фильма. В августе того же года игру перенесли на 2025 год.